# پائولو کانه
پائولو کانه (ایتالیایی: Paolo Canè؛ زاده ۹ آوریل ۱۹۶۵) یک تنیس‌باز اهل ایتالیا است.